# 栋朝银河
栋朝银河（日语：／ Munetomo Ginga，1994年4月7日—），東京都西東京市出身，日本男子蹦床运动员，2010年夏季青年奥运会男子个人铜牌得主、2019年世界蹦床锦标赛男子双人网上金牌得主。